# Giorgi Kizilašvili
Giorgi Kizilašvili (gruzínsky გიორგი ყიზილაშვილი), (* 14. březen 1983 Sovětský svaz) je bývalý reprezentant Gruzie v judu.
V nabité konkurenci gruzínských těžkých vah se neprosazoval. Trenéři ho využívali v kategorii bez rozdílu vah pro jeho hbitější postavu. Se zrušením této kategorii na evropské půdě v roce 2007 prakticky skončila i jeho reprezentační kariéra.

## Výsledky
| Turnaj                               | 2002 | 2003 | 2004 | 2005 | 2006 | 2007 |
| ------------------------------------ | ---- | ---- | ---- | ---- | ---- | ---- |
| Mistrovství světa + bez rozdílu vah  | -    | dns  | -    | dns  | -    | dns  |
| Mistrovství světa + bez rozdílu vah  | -    | dns  | -    | 5.   | -    | dns  |
| Mistrovství Evropy + bez rozdílu vah | dns  | dns  | dns  | dns  | 7.   | dns  |
| Mistrovství Evropy + bez rozdílu vah | dns  | dns  | 2.   | úč.  | dns  | 7.   |
| ME do 23 let                         | -    | dns  | 7.   | dns  | -    | -    |
| ME juniorů                           | 3.   | -    | -    | -    | -    | -    |